# Раковець (Варшава)
Раковець — житловий масив та район MSI у дільниці Охота міста Варшава. Він охоплює територію між вулицями Жвірки і Вігури, Груєцька, Банаха та колією Радомської залізничної лінії. 1 квітня 1916 року ця місцевість була включена до складу Варшави як частина ґміни Прушкув. На південний захід від сучасного району MSI Rakowiec, в межах дільниці Окенце, розташована колонія Ракоеєць, яка межує з Ядвісіном через вулицю 1 Серпня. Цю територію було приєднано до Варшави пізніше — 15 травня 1951 року (як частину ґміни Окенце).                  

## Історія

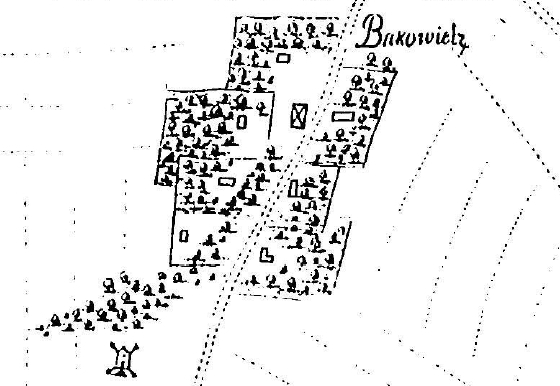
Село Раковець на карті 1705 року, у верхньому правому куті дорога на Груєць

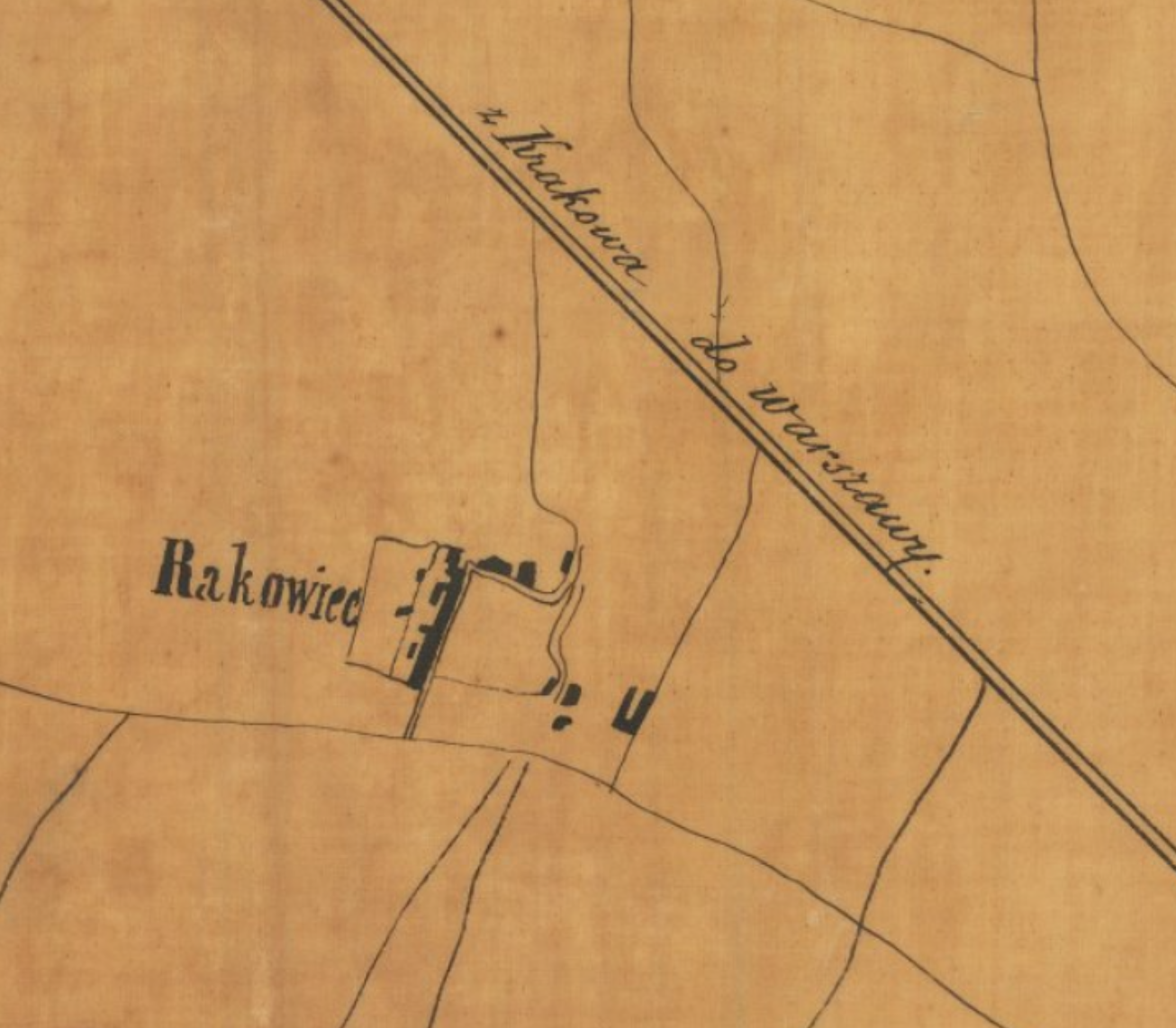
Раковець на карті 1835 року.

Раковець був відокремлений від села Ракув (Раково) в середньовіччі, ймовірно, на рубежі XIII та XIV століть. Як і початкове село, він спочатку входив до парафії Служево, хоча пізніше належав до парафії в Яздуві. 1580 року село перебувало у Варшавському повіті Мазовецького воєводства. Часто змінюючи власників,  1751 року Раковець перейшов у володіння княгині Ізабели Любомирської, яка невдовзі передала його шпиталю св. Роха в заставу 
1761 року шпиталь придбав село, а на початку XIX століття біля Краківського тракту (тепер вул. Груєцька) було засновано садибу Раковець. Після перепланування дороги її було перенесено на захід від маєтку. Сільські будівлі простягались вздовж вулиці, перпендикулярної до тракту — теперішньої вулиці Прушковської. За іншими джерелами, наприкінці XVIII століття власником села був Арнольд Бишевський.
Наприкінці 1820-х років на перехресті Краківського тракту та дороги, яка стала пізніше вулицею Князя Тройдена, було збудовано заїжджий двір «Поціеха». Біля корчми стояла фігура, до якої варшав’яни проводжали паломників на Ясну Гору. Через підвищення вимог до готельної діяльності цей двір згодом закрили. На східному кінці села діяв інший, менший заїзд. Наприкінці XVIII — на початку XIX століття село складалося приблизно з десяти хат   і разом з господарством мало понад 100 мешканців. Наприкінці XIX століття ферма складалася з шести будинків зі 100 мешканцями, а село з 11 будинків — зі 132 мешканцями. Селу належало 29,1 га сільськогосподарських угідь, а маєтку — 364 га.
Також існувала колонія Раковець з кількома десятками мешканців. Господарством шпиталю керували орендарі. Сільське господарство вважалося прогресивним, через тісні зв’язки з Варшавою. Тут влаштовували сільськогосподарські змагання та випробування техніки. У Раковецькому господарстві працювала фабрика з виробництва органічного добрива — порошку з людських екскрементів. Шпиталь керував маєтком до 1920 року, тоді як селяни отримали землю у власність унаслідок аграрної реформи 1863–1869 років. 
1859 року утворено ґміну Ракув, що проіснувала кілька років, після чого її приєднали до ґміни Прушкув. 
У 1889–1892 роках у Раковці збудовано форт Ща-М — один з об’єктів укріплень Варшавської фортеці. Сьогодні це район вулиць Гжещика та Коротинського.  1930 року ухвалено рішення про будівництво житлового масиву WSM Rakowiec.
8 квітня 1916 року генерал-губернатор Ганс Гартвіг фон Безелер видав постанову про включення до Варшави села й ферми Раковець.  Це не стосувалося колонії Раковець, яка залишалася в складі ґміни Скороше протягом більшої частини міжвоєнного періоду. 
1920 року  ферму Раковець передано від шпиталю св. Роха місту, а з 1926 року нею володіла компанія Agril (Управління сільського господарства та лісництва) . Одна з її ферм працювала також у колонії Раковець. Компанія відновила діяльність після Другої світової війни, а у 1948 році її перетворено на державне господарство.
У 1934–1938 роках збудовано другий житловий масив Варшавського житлового кооперативу (WSM). Архітектори, що проектували масив, прагнули створити доступне житло для робітників. Квартири обмежувались максимум трьома кімнатами, мали базове санітарне обладнання, проточну воду й пічне опалення. Особливу увагу приділяли інсоляції приміщень. Масив мав відповідати гаслу: «обличчям до сонця, а не до ринви». Архітектурний проєкт виконувався членами художньої групи «Praesens», серед яких були подружжя Гелена та Шимон Сиркус. У 1932–1935 роках було збудовано шість двоповерхових блоків, по 48 двокімнатних квартир (32–35 м²) у кожному, з окремим туалетом і великим холом.
Ці блоки WSM описувалися як «острови організованого життя та співіснування в морі антагоністичного розвитку». Це були перші будинки у Варшаві, збудовані перпендикулярно до вулиці (Прушковської). У громадському центрі розміщувалися пральня, сушильня, медичні кабінети, дитячий садок та велика актова зала. Після війни там функціонувало «мандрівне кіно». Квиток коштував 4 злотих. Територія була огороджена, а вхідні ворота закривалися о 22:00. Мешканці мали змогу обробляти город площею 1,5 м² та ловити рибу в ставку. У 1950-х роках у ставок скидали стічні води з Державного сільськогосподарського господарства, але наприкінці 1960-х його очистили й облаштували береги каменем та бетоном.                      
.
У 1960-х роках поблизу вулиці Князя Тройдена побудовано ще один житловий масив «Раковець», автори проєкту — Заслав Маліцький, Оскар Гансен, Зофія Гарлінська-Гансен та Маріан Шимановський. Масив був розрахований на близько 3000 мешканців. З 1961 року тут зведено численні будинки панельного типу, які нині мають яскраве оздоблення. На місці колишніх фортів споруджено сучасні житлові квартали
.
.

## Більш важливі об'єкти
- Парк Заслава Малицького ,

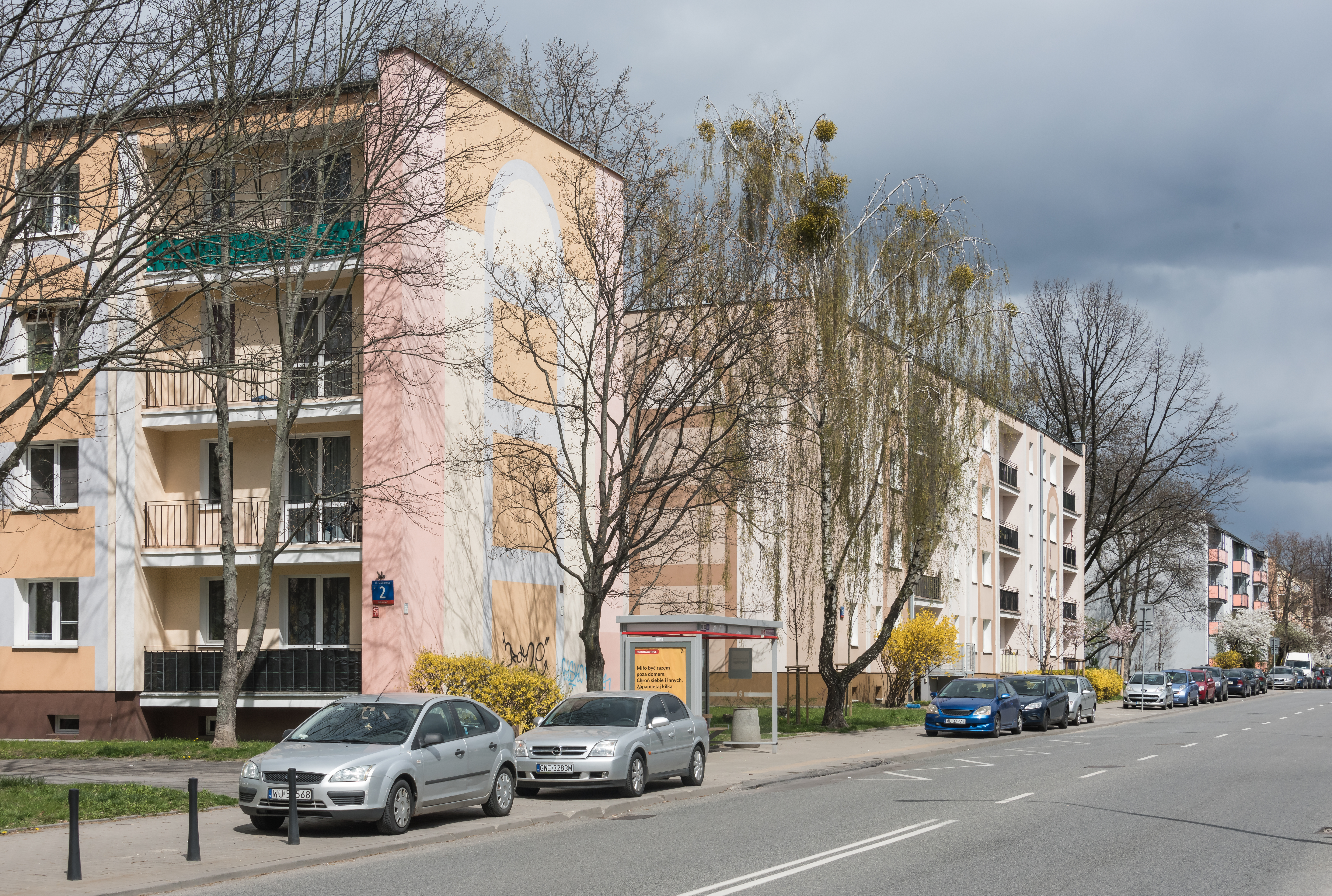
Вулиця Павінського

- дві парафії, що межують одна з одною на вулиці Коротинського:
  - Божественне Провидіння (вулиця Діккенса) з церквою, освяченою в 1979 році,
  - Благовіщення Господнє (вул. Горлицька) з церквою, освяченою у 1997 році,
- сім дитячих садків (вул. Балея, вул. Гжещика, вул. Коротинського, вул. Ксенції Тройдена, вул. Прушковської, вул. Кароли Дікенза та вул. Окінського (інтеграційний дитячий садок),
- три початкові школи (вул. Горлицька, вул. Ясельська 49/53, вул. Маєвського),
- XXI Загальноосвітня середня школа ім. Гуго Коллантай (вул. Груєцька, 93),
- Банаховий ринок (ul. Grójecka 95),
- Прокат для дорослих та молоді № 99 з відділенням для дітей № 48 (вул. Балея),
- Центральна клінічна лікарня Варшавського медичного університету (вул. Банаха 1а),
- Раковецький культурний центр (колишній Раковецький громадсько-культурний центр), вул. Вісліцька 8,
- частина кампусу Очота .

## Виноски
1. 1 2 3 4 5 6 7 8 9 10  Obszary MSI. Dzielnica Ochota. zdm.waw.pl.
2. ↑  Uchwała Nr 84/XIX/2004 Rady Dzielnicy Włochy m.st. Warszawy z dnia 19 maja 2004r. w sprawie dokonania zmian w uchwale w sprawie wniosku o ustalenie podziału Dzielnicy na 8 obszarów i ich nazewnictwa w celu wdrożenia Miejskiego Systemu Informacji (MSI) na terenie Dzielnicy Włochy (PDF), 2004
3. ↑  Wyszczelski, Lech (30 червня 2021). Exposé Prezesów Rady Ministrów po 1989 roku [recenzja książki Exposé Prezesów Rady Ministrów 1989-2019]Exposé of Prime Ministers after 1989 [book review Exposé Prezesów Rady Ministrów 1989-2019]. Nowa Polityka Wschodnia. 29 (3): 210—214. doi:10.15804/npw20212912. ISSN 2084-3291.
4. ↑  Moja Dzielnica Włochy, historia Włoch i Okęcia (PDF). Warszawa: Urząd Dzielnicy Włochy m.st. Warszawy. 2010. с. 14, 22, 32, 92, 98. ISBN 978-83-928365-1-3.
5. ↑  Adolf Pawiński, Polska XVI wieku pod względem geograficzno-statystycznym. T. 5: Mazowsze, Warszawa 1895, s. 261.
6. ↑  , Jarosław Zieliński, "Z dziejów Ochoty. Karczmy ochockie i folwark Rakowiec"
7. 1 2  Rakowiec // Słownik geograficzny Królestwa Polskiego. — Warszawa : Druk «Wieku», 1888. — Т. IX. — S. 515. (пол.)
8. ↑  Historia Rakowca
9. ↑  Trybuś, Jarosław. Przewodnik po warszawskich blokowiskach. Warszawa: Muzeum Powstania Warszawskiego. с. 73. ISBN 978-83-60142-31-8.

## Зовнішні посилання
- Artykuł w "Ochotniku" (nr 9 12/2005) na temat Historii architektury Rakowca (str. 5) (PDF). oko.com.pl.
- Artykuł w "Ochotniku" (nr 13 4/2006) poświęcony Zasławowi Malickiemu – powojennemu architektowi Rakowca (str. 8) (PDF). oko.com.pl.
- Strona Spółdzielni Mieszkaniowej WSM Rakowiec